# Sistema accusatorio
Il sistema accusatorio (talvolta contraddittorio) è uno dei due modelli astratti di processo, in cui due parti rappresentate da un avvocato, un accusatore e un accusato, sono poste innanzi ad un organo superiore imparziale, solitamente un giudice o una giuria, il cui obiettivo è discernere la verità ed emettere un giudizio sulla base di prove e argomentazioni fornite dalle parti.
Il nome deriva dalla presenza di un accusatore, che funge da elemento caratterizzante del sistema. Esso è perlopiù in uso nei sistemi di common law, sebbene sovente sia stato adottato nel moderno Stato di diritto. 
Si contrappone al "sistema inquisitorio", in cui il giudice ricopre un ruolo attivo nello sviluppo dell'accusa.

## Storia

### Età classica
I due modelli (inquisitorio ed accusatorio) trovano radici e significativa attuazione nell’esperienza romana. Ebbene, durante il passaggio dall’età repubblicana all’età imperiale al sistema basato su tribunali stabili introdotti durante la Repubblica (quaestiones perpetuae) e strutturato similmente al sistema accusatorio, succede il sistema basato sulla cognitio extra ordinem e strutturato similmente al sistema inquisitorio.

### Età medievale
Se da una parte è noto che nell'Europa continentale il modello inquisitorio, sotto l'egida della Chiesa, fu caratteristico del processo penale dal XIII fino alla fine del XVIII secolo, dall'altro si è concordi nel riconoscere all'ordinamento inglese del XVII secolo il merito di aver fondato i più importanti principi garantistici sia del processo accusatorio che dello stesso Stato costituzionale. Infatti, volgendo uno sguardo d'interesse alla Gran Bretagna si può mettere in evidenza che lo sviluppo del sistema contradditorio è dovuto ad un lento e graduale scisma che si verificò tra il pensiero giudiziario continentale e quello dell'isola.
Dopo la Caduta dell'Impero Romano d'Occidente i regni barbarici sostituirono l'istituzione giuridica romana con altre istituzioni meno complesse, che ancorarono il processo all'accusa privata. Fu poi la monarchia anglo-normanna a reintrodurre una procedura penale più strutturata affiliando il processo penale inglese al modello inquisitorio canonico. Infatti, prima Guglielmo I favorì uno stretto legame tra Stato e Chiesa; poi Enrico I fece emanare le Leges Henrici Primi, dei documenti che attestano che già attorno al 1115 fosse in vigore l'iniziativa d'ufficio del processo; ed infine Enrico II riunì le Assise di Clarendon e le Assise di Northampton, grazie a cui venne affidata l'amministrazione della giustizia regionale a giudici itineranti di nomina regia, strutturando il sistema legale in modo simile all'Europa Continentale. L'intolleranza nei confronti dei giudici ambulanti, considerati invadenti e corrotti, sfociò nell’istituzione della giuria d’accusa, composta da persone di riguardo rappresentanti la comunità locale, a cui venne delegata l'iniziativa del processo e il cui scopo era impedire un'azione penale oppressiva da parte della Corona.

Nel 1215, anno fondamentale sia per la storia inglese quanto per la storia del processo penale, Innocenzo III bandì ufficialmente la pratica delle ordalie, elemento caratterizzante del processo inquisitorio. Nello stesso anno, dopo la rovinosa sconfitta nella Battaglia di Bouvines, Giovanni Senzaterra fu costretto a varare la Magna Carta, testo che interessò anche il sistema giudiziario. Furono infatti riconosciuti diversi diritti alla figura dell'imputato, uno tra i quali fu il diritto ad un giusto processo:
(Magna Carta)
Dopo aver recepito il decreto papale conciliante e decisi nuovi metodi procedurali in funzione della Magna Carta, il processo inglese conobbe infine altre riforme, tra cui l'affido ad una giuria (in inglese: petty jury) la pronuncia del verdetto su accusa di privati o su presentazione della giuria d’accusa.
Dopo il 1215 il processo penale inglese conobbe un lento cambiamento, nonostante ciò, prima di una serie di riforme strappate al re ed al parlamento in seguito alla Guerra civile (1642-1651), i tribunali, laici ed ecclesiastici, abbracciarono un modello comunque più affine all'inquisitorio.

### Età moderna
Per arrivare a parlare della nascita del modello accusatorio è proprio concentrarsi sulla storia del processo penale inglese del XVII secolo. È da dire che ancora all'inizio del 1600 per i crimini più gravi era previsto un processo di matrice inquisitoria, accentuata soprattutto dinnanzi ai tribunali ecclesiastici e, soprattutto, al cospetto della Star Chamber, la corte del Re che assolveva il giudizio sui reati di alto tradimento. Quest'ultima era nota per procedere in giudizio sommariamente, invadentemente e mediante tortura. Ebbene furono due le tappe fondamentali per la formazione dei primi elementi garantistici del giusto ed equo processo, base del sistema accusatorio:

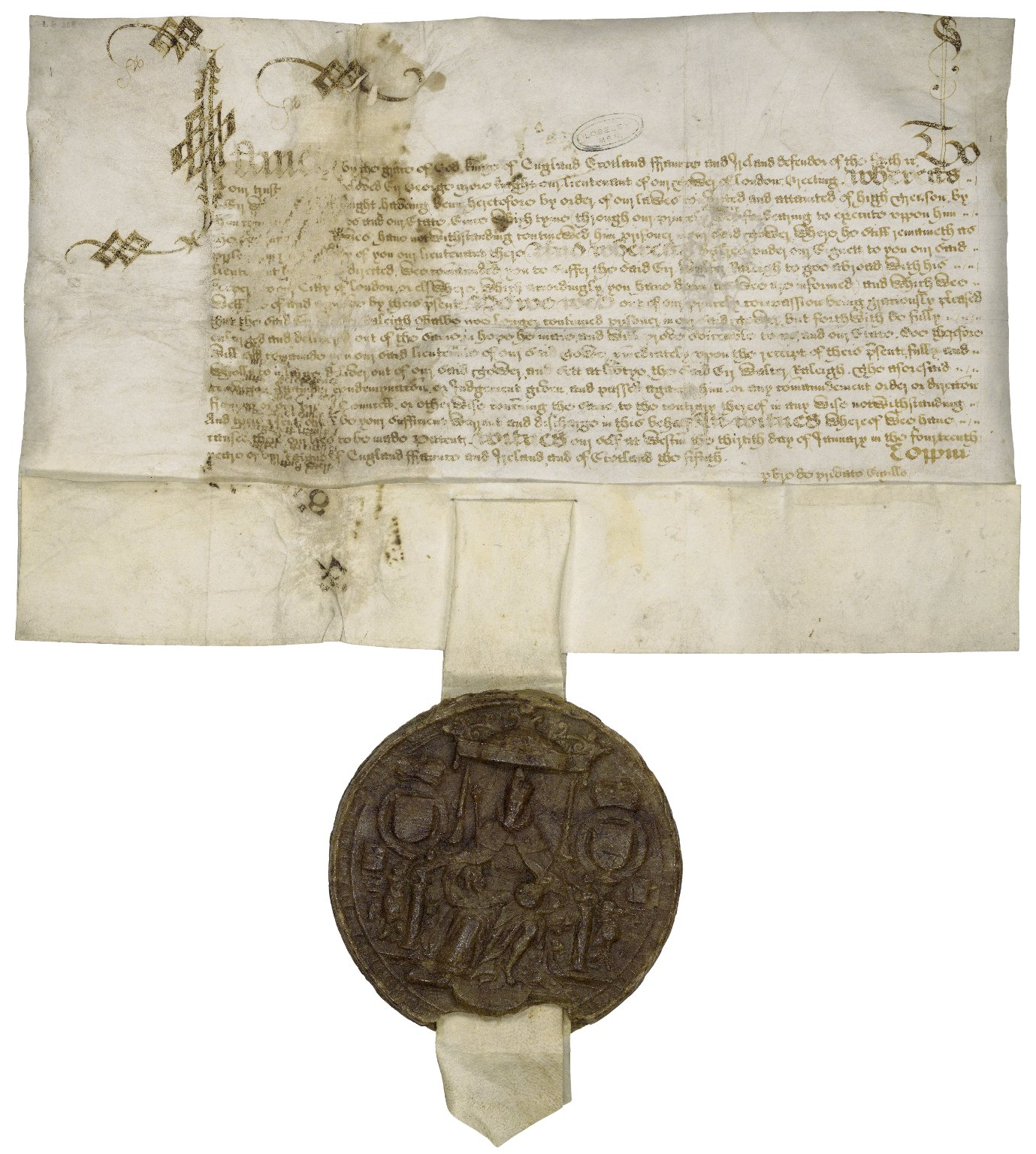
Con la presente lettera, Walter Raleigh fu graziato nel 1617 dallo stesso re Giacomo I perché potesse proseguire con le proprie attività di navigatore ed esploratore per cui era noto.

- Walter Raleigh, inquisito presso la Star Chamber nel 1603 e accusato per aver congiurato contro re Giacomo I,[15] chiese di essere messo a confronto col suo accusatore, Henry Brooke, barone di Cobham, il quale aveva testimoniato in segreto e le cui dichiarazioni erano state presentate per iscritto durante il processo. La corte respinse la richiesta e condannò Raleigh. Successivamente emerse che Henry Brooke aveva rilasciato le sue dichiarazioni sotto tortura e, in seguito, le aveva ritrattate. Il processo di Raleigh è ritenuto estremamente influente nell'affermazione del diritto dell'imputato a confrontarsi con l'accusatore (in inglese: right of confrontation);
- John Lilburne, portato innanzi alla Star Chamber nel 1638 e accusato di aver diffuso materiale sedizioso ed eretico. Durante gli interrogatori Lilburne si rifiutò di prestare giuramento d'ufficio, affermando di non essere tenuto ad autoincriminarsi. La corte respinse la richiesta e lo condannò il 13 febbraio dello stesso anno.[16] Il parlamento nel 1641 dichiarò illegale tale condanna e poco dopo, anche grazie all'incessante impegno di Lilburne, soppresse la Star Chamber.[7][11][17]

Nello stesso periodo, con la fine della Guerra Civile e il crollo dell'assolutismo, la monarchia, indebolita, accettò una serie di garanzie fondamentali del sistema costituzionale e dell'equo processo. Fu quindi vietato a tutti i tribunali ecclesiastici di fare utilizzo del giuramento d'ufficio e la tortura, che aveva conosciuto ampia diffusione durante il regno dei Tudor e degli Stuart, cadde completamente in disuso. Nel 1679 Carlo II varò l'Habeas Corpus Act, che conferì al giudice il potere di valutare la legittimità dello stato di detenzione di qualsiasi individuo. Nel 1689 fu approvato il Bill of Rights: documento che contiene l'elenco dei diritti fondamentali, tra cui uno, spettante all'imputato, di essere liberato dopo il versamento di una cauzione ponderata.

### Età contemporanea
Con la Rivoluzione Francese in Europa continentale venne impiegato per la prima volta il sistema contraddittorio moderno, introdotto in Francia con l'approvazione del decreto dell'Assemblea Nazionale nel settembre del 1791, poco dopo al varo della Dichiarazione dei diritti dell'uomo e del cittadino, in cui venne dato ampio spazio al riconoscimento della presunzione d'innocenza, della libertà personale dell'imputato e del principio di irretroattività:
(Dichiarazione dei Diritti dell'Uomo e del Cittadino)
L'eco liberale delle riforme di stampo accusatorio fu il risultato dell'opera della corrente di pensiero critica nei confronti del sistema inquisitorio e dei suoi metodi, principalmente della tortura. Tra i massimi esponenti di questo movimento si possono annoverare Voltaire, Briganti, Filangieri, Pagano, Beccaria e Verri. Questi ultimi, esponenti illuministi, già prima della Rivoluzione avevano ispirato riforme che regolamentarono, ad esempio, il processo penale in Prussia (1781), Austria (1788) e Toscana (1786).
Nel 1804 il Consiglio di Stato Francese iniziò i lavori per la stesura di un nuovo codice di procedura penale, basandosi sull'esperienza inquisitoria assolutista e su quella accusatoria più recente, che risultò nel varo di un sistema misto riassunto nel Code d’Instruction Criminelle del 1808, che tutt'oggi è il modello delle regolamentazioni procedurali penali di tutta l'Europa Continentale. Il nuovo codice in breve soppiantò, soprattutto grazie alle conquiste napoleoniche, l'arretrato sistema inquisitorio nel resto d'Europa, riportato in auge a seguito della Restaurazione. Nonostante ciò, in breve i moti riformisti del XIX secolo riuscirono a ripristinare il sistema misto napoleonico.

## Caratteristiche
Il sistema accusatorio è un modello di procedura penale basato sul principio dialettico, secondo cui la verità può essere accertata dando spazio alla discussione tra parti con interessi opposti. Le caratteristiche della procedura accusatoria sono il principio di separazione delle funzioni procedurali (accusa, difesa e giudizio) e il principio del contraddittorio durante la formulazione della prova, che si riflette principalmente nell'esame incrociato dei testimoni (cross-examination). Nei fondamenti citati trovano radice le caratteristiche principali del sistema:

### Iniziativa di parte
Per evitare la sua parzialità, al giudice non è riservata la potestà di avviare ex officio il processo, ma piuttosto gli è permesso farlo solo su iniziativa delle parti composte da colui che è stato accusato del reato e da chi lo accusa. In origine il potere di chiedere una decisione al giudice spettava ad un accusatore privato, ma è successivamente diventata norma delegarne il potere ad un organo pubblico. Per assicurare un sistema statale di tipo garantista non può essere affidato né all'esecutivo, né al legislativo il potere di impedire la richiesta di un intervento di un giudice.

### Iniziativa probatoria di parte
I criteri di ricerca, ammissione ed esame delle prove debbono essere ripartiti tra giudice, accusa e difesa, di modo che a nessuno sia concesso di abusarne. Se al giudice è riservato il potere di decidere se ammettere il mezzo con cui viene formulata una prova e il dovere di assicurare che la contesa tra le parti si svolga nel rispetto delle norme di procedura, sono le parti ad introdurre le questioni del fatto ed a produrre prove (rispettivamente dall'accusatore e dall'accusato a seconda che siano a carico o a discarico). Infatti da una parte l'onere della prova grava sull'accusatore, mentre d'altra parte è d'obbligo garantire alla difesa la possibilità di ricercare e produrre prove che convincano dell'innocenza dell'imputato.

### Contraddittorio
La separazione delle funzioni processuali è possibile grazie al principio del contraddittorio, il quale assicura che prima di emettere giudizio, il giudice conceda all'accusato di sostenere le proprie ragioni (audiatur et altera pars). Inoltre il principio tende a lasciare contribuire a ciascuna delle parti alla formazione della prova ponendo le domande al testimone (cross-examination). Il contraddittorio quindi assolve a due funzioni: tutela i diritti di accusatore e accusato e costituisce una tecnica di accertamento dei fatti.

### Oralità
Il sistema accusatorio prevede che si adempia al principio di oralità del processo quando chi ascolta può interrogare chi depone. In generale tutta l'attività processuale si svolge tipicamente in modo orale, durante udienze alle quali è solitamente ammesso ad assistere il pubblico. L'oralità permette di valutare la credibilità e l'attendibilità di chi depone.

### Limiti di ammissibilità delle prove
Nel sistema accusatorio è ritenuto fondamentale il metodo attraverso cui viene formulata la prova, per cui quest'ultima può essere ritenuta attendibile e utile a ricostruire l'esistenza di un fatto. Spetta al giudice verificare l'ammissibilità delle prove richieste da una parte. Ad esempio, le prove sono considerate inattendibili se sono state formate utilizzando tecniche che offendono la libertà di una persona; non possono essere quindi utilizzate le confessioni ottenute sotto tortura o ricatto.

### Presunzione di innocenza
L'accusatore deve convincere il giudice della reità dell'accusato: fino a che il giudice non ha accertato la colpevolezza mediante un processo nei limiti della legge, l'imputato è presunto innocente, cioè non gli può essere chiesto di giustificare le proprie colpe, bensì spetta all'accusatore portare a sostegno dell'imputazione prove che dimostrino la propria ragione. Il giudice può condannare l'imputato soltanto quando l'accusa ha provato la sua reità al di là di ogni ragionevole dubbio.

### Limiti alla custodia cautelare
Posto che l'imputato è presunto innocente fino a condanna definitiva, non può essere trattato da colpevole, perciò non è previsto che si proceda per vie detentive contro l'imputato in via preventiva. Può essere applicata solo una misura cautelare nel caso in cui vi siano prove che ne dimostrino necessità come la possibilità che l'imputato inquini le prove, fugga o commetta gravi reati. Perché si applichino misure cautelari l'accusatore deve convincere il giudice che, anche sulla base di indagini incomplete, esistano prove evidenti o quasi che dimostrano la colpevolezza dell'accusato. Viene comunque imposto che la mole della prova sia considerevole e proporzionata alla gravità delle restrizioni.

### Limiti alle impugnazioni
Le impugnazioni concesse all'interno del sistema hanno lo scopo di controllare se in primo grado sono stati rispettati i diritti delle parti e il diritto a formulare la prova; nel caso venga riscontrata una violazione, il dibattimento deve essere svolto nuovamente davanti ad un altro giudice. È naturale che il giudice che decide sull'impugnazione deve essere indipendente ed imparziale come del giudice di primo grado: è necessario quindi evitare che sia influenzabile da qualsiasi potere politico, economico, sindacale o dei mezzi di comunicazione di massa.

## Diffusione nel mondo
Negli ordinamenti attuali prevale di gran lunga il modello accusatorio, tipico dei sistemi di common law (dove è noto come adversarial system) ma ormai adottato anche in quelli di civil law. In questi ultimi, tuttavia, se è stato abbandonato da tempo il sistema inquisitorio puro sono spesso ancora presenti alcuni suoi aspetti, sicché, più che di sistemi accusatori puri, si suole parlare in questi casi di sistemi misti.

### Italia
Il processo penale italiano, oggi disciplinato dal codice di procedura penale italiano del 1988, nelle forme che hanno preceduto quello vigente presentava la commistione tra modello accusatorio e inquisitorio ora descritta, dovuta alla presenza del giudice istruttore. Nella disciplina del codice attuale, entrato in vigore il 24 ottobre 1989, la figura del giudice istruttore è stata soppressa e il processo ha assunto caratteristiche prevalentemente accusatorie ma, non essendovi una perfetta parità tra accusa e difesa, lo si può ancora considerare un sistema misto.
Il pubblico ministero, infatti, resta un magistrato e “persegue l'interesse della legge, e quindi della giustizia. Egli raccoglie le prove affinché l'imputato possa essere dal giudice assolto o condannato, certo. Ma in realtà garantisce la correttezza del successivo giudizio, quindi avvalora con il suo operato l'attività del giudice. [...]” Tuttavia, il codice penale del 1988 ha inteso eliminare la gravissima incoerenza di cui s'è detto (la prevalenza cioè della fase delle indagini rispetto a quella del contraddittorio, con il predominio del ruolo del pubblico ministero, organo deputato all'accusa) “accentuando le connotazioni di parzialità del pubblico ministero inibendogli l'assunzione di prove e riservando tale assunzione al giudice del dibattimento in modo da rendere così effettivo e reale il contraddittorio in sede di formazione della prova”.